# Садикова Сара Гарифівна
Сара Садикова (Сара Гаріфовна Садикова, тат. Sara Ğarif qızı Sadıyqova, Сара Гариф кызы Садыйкова; нар. 1 листопада 1906, Казань, Казанська губернія — 7 червня 1986, Татарстан) — татарська композиторка, актриса і співачка. Була першою жінкою — професійним композитором серед татар.

## Біографія
Народилася в центрі Казані, на вулиці Паризької Комуни, будинок № 18. При народженні отримала ім'я Бібісара.
Навчалася в знаменитій татарській жіночій гімназії Фатіха Аїтова, потім в Казанському педагогічному технікумі.
У 1922—1928 роках (по класу сольного співу) і в 1934—1938 роках (татарська оперна студія) вчилася в Московській консерваторії імені П. І. Чайковського. Серед її вчителів — Цибущенко Марія Григорівна.
У 1930—1934 роках працювала в Казані в трупі Татарського державного академічного театру.
У 1938—1948 роках — солістка Татарського театру опери і балету.
Померла 7 червня 1986 року. Похована на Татарському кладовищі в Казані.

## Твори
- Близько 400 пісень
- Музика до 18 спектаклів
- Музичні комедії «Пісня любові» («Мәхәббәт җири», 1971) і «Женихи» («Кіяүләр», 1972) (обидві спільно з Р. Г. Губайдулліним)

## Театральні роботи
- «Санія» (опера Газіза Альмухамедова, Василя Виноградова, Султана Габаші);
- «Втікач» Ахмеда Файзі і Назіб Жиганова (Райхан);
- «Галіябану» Мірхайдара Файзі;
- «Черевички», «Ільдар» і «На річці Кандрі» Каріма Тінчурін і Саліха Сайдашева;
- «Наймач» Тазі Гіззата і Салиха Сайдашева;
- «Аршин мал алан» У. Гаджибекова (Асія).

## Звання та нагороди
- Заслужена артистка Татарської АРСР (1939)
- Народна артистка Татарської АРСР (1977)
- Заслужений діяч мистецтв РРФСР (1984)
- Лауреат Державної премії Татарської АРСР імені Г. Тукая (1990, посмертно)

## Пам'ятник в Казані
У 1997 році Кабміном РТ було прийнято рішення встановити пам'ятник композитору-класику. Скульптор — Рада Нігматулліна, народний скульптор РТ, заслужений діяч мистецтв РТ і РФ, лауреат Держпремії ім. Тукая. У 2007 році пам'ятник відлитий. Але до сих пір не встановлено, тому що не підібрано відповідне місце на думку скульптора, яка на знак протесту не віддає деталь, необхідну для завершення пам'ятника, — гіпсову маску особи співачки.
Опис композиції: «за задумом скульптора, Сара Садикова стоїть трохи спершись на піаніно, а її оточують фігури семи дівчат — це персонажі її пісні „Сім ключів“, яка, в свою чергу, написана за мотивами татарської легенди. Ансамбль має перебувати в оточенні дерев, у його підніжжя слід розмістити лавки, невелику сцену, щоб можна було проводити концерти. Природно, ансамбль повинен потопати в зелені».

## Цікаві факти
- За талант шахтарі Донбасу подарували Сарі звання «Татарський соловей», яке закріпилося за нею на все життя.
- Разом з чоловіком бували в Політехнічному музеї, де читав свої вірші Володимир Маяковський.
- Була знайома з Мусою Джалілем.
- У 1925 році в першій татарській опері «Санія» (музика Султана Габяші, В. Виноградова, Г. Альмухаметово, автор лібрето — Фатіх Амірхан) заголовна партія була написана спеціально для голосу Сари.
- На урочистостях з нагоди 35-річчя Московського художнього академічного театру, на прохання Костянтина Станіславського співала спеціально для нього, а коли закінчила, Костянтин Сергійович підійшов до неї, поцілував руку і сказав: «У вас велике майбутнє».

## Сім'я
Перший чоловік — Газіз Айдарський (1898—1933 рр.), актор і режисер, один з творців Московського державного татарського музично-драматичного робочого театру «Ешче» («Робочий»), його головний режисер і художній керівник. Драматичний актор трагедійного плану і один з перших татарських професійних режисерів з вищою освітою. У 1920—1921 роках — завідувач відділом мистецтв Наркомосвіти, громадський діяч з надання допомоги голодуючим і начальник будівництва першої будівлі татарського театру в Казані (теперішнє будівля ТЮГу), артист драми Камаловского театру. У 1922—1926 рр. навчався в ГІТІСі і паралельно керував татарським драматичним колективом при Будинку культури заводу «Червоний богатир», творець і керівник театру «Ешче» («Робочий»). Також викладав в Казанському театральному технікумі. Його некролог написав Муса Джаліль.
Другий чоловік — Юлій Станіславович Крещелюнас, музикант.
Дочка — Альфія Айдарська (над. 25 травня 1925 року), артистка балету, заслужена артистка Республіки Татарстан. У 1941—1963 рр. танцювала в Татарській театрі опери та балету.
Онук — В'ячеслав Грекулов, музикант.

## Пам'ять
- Музей Сари Садикової і школа її імені (село Тутаєво в Апастовському районі Татарстану, 2006 рік)[2], звідки родом дід співачки — Ахмадіша.
- Вулиці Сари Садикової в м. Казань і селі Апастово (Татарстан).
- Концертний зал ім. Сари Садикової (м. Набережні Челни, Республіка Татарстан).